# Synagoge (Kostelec nad Labem)

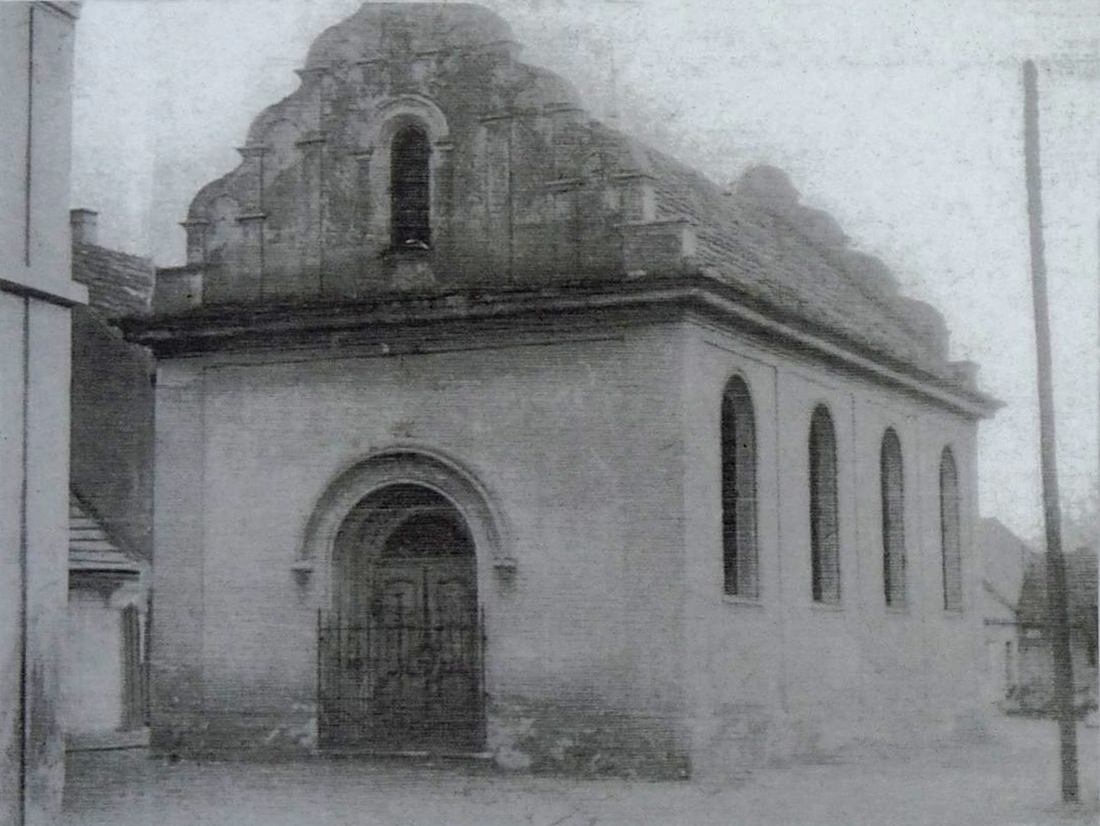
Synagoge in Kostelec nad Labem

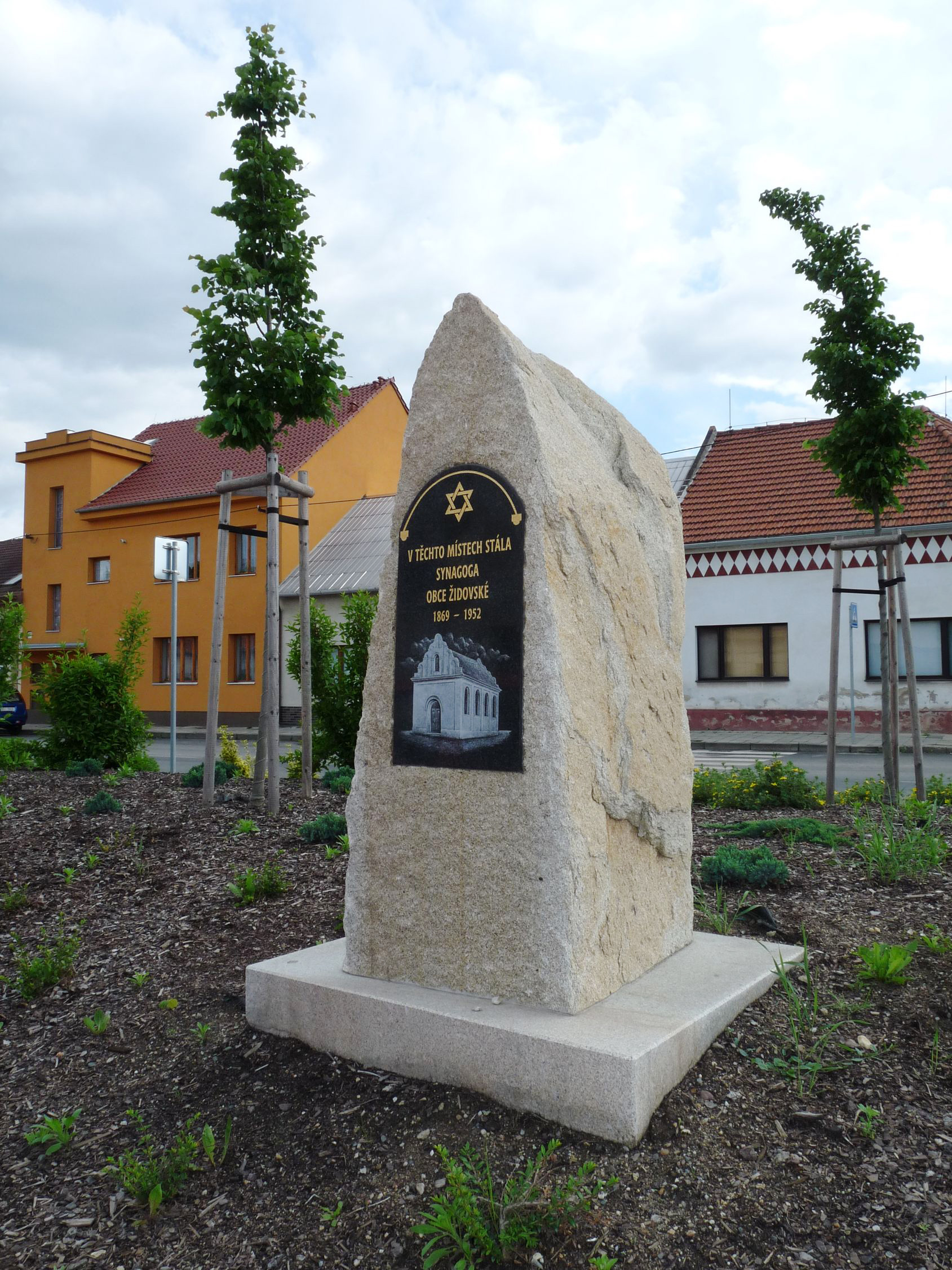
Gedenkstein

Die Synagoge in Kostelec nad Labem (deutsch Elbekosteletz, früher auch Elbkosteletz), einer Stadt im Okres Mělník in Tschechien, wurde in den 1860er Jahren errichtet.
Die Synagoge wurde in den 1950er Jahren abgerissen. Ein Gedenkstein am einstigen Standort erinnert an das Gebäude.